# Agabus conspersus
Agabus conspersus är en skalbaggsart som först beskrevs av Thomas Marsham 1802.  Agabus conspersus ingår i släktet Agabus och familjen dykare. Arten är reproducerande i Sverige. Inga underarter finns listade i Catalogue of Life.

## Bildgalleri

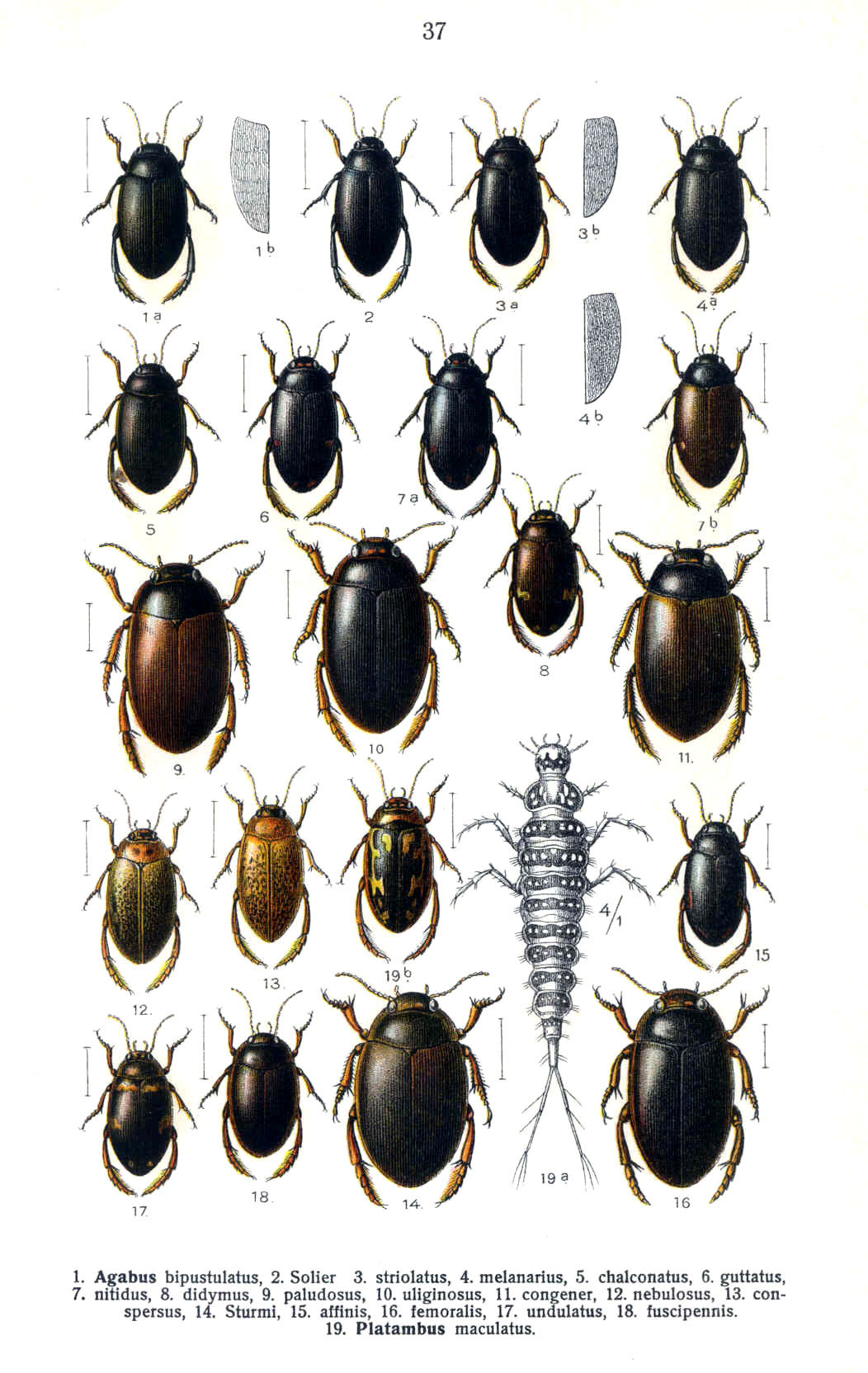
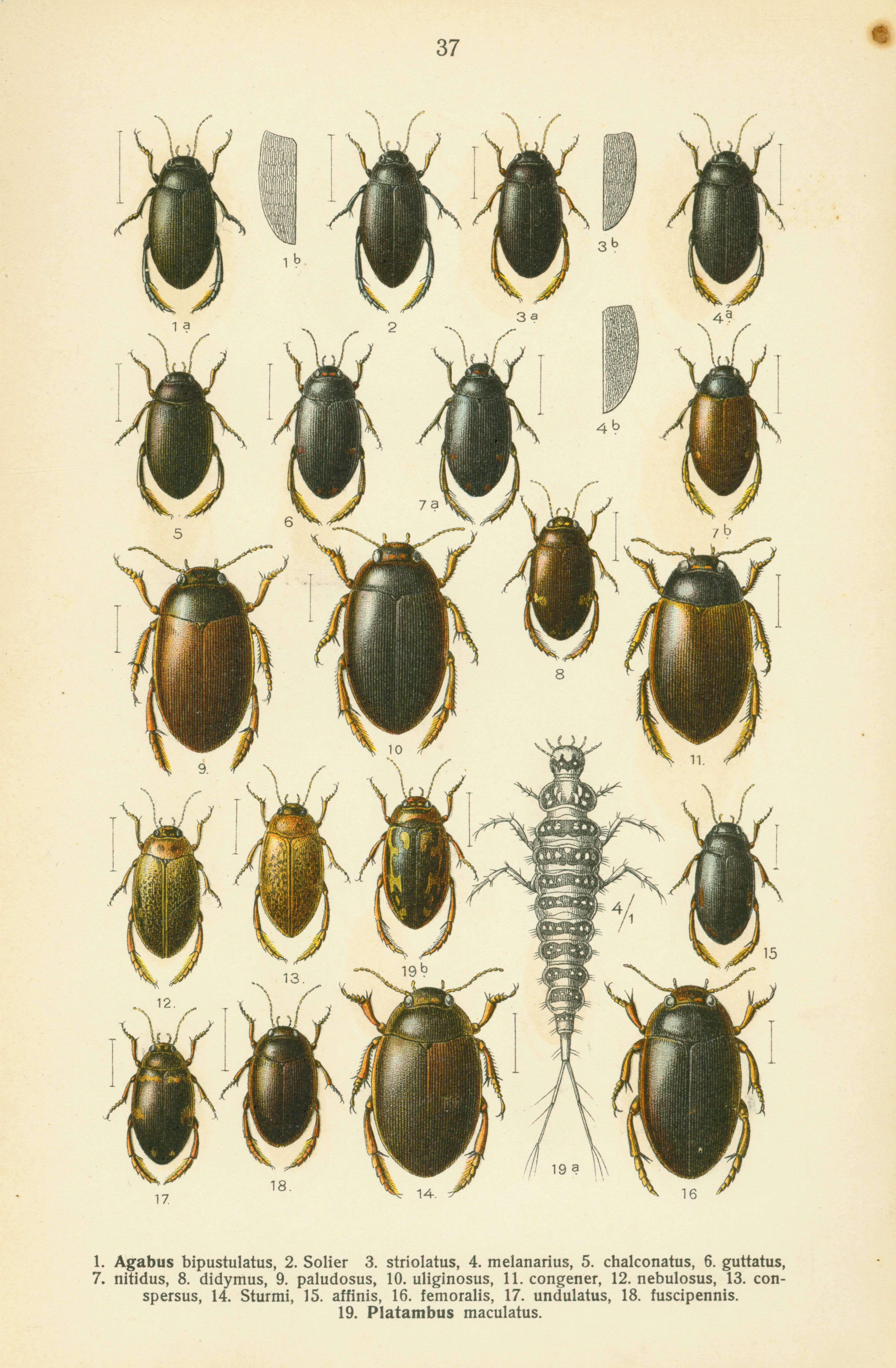